# گلزار (قندهار)
گلزار (به لاتین: Golzar) یک منطقهٔ مسکونی در افغانستان است که در ولایت قندهار واقع شده‌است.